# 鍬崎山
鍬崎山（くわさきやま）は、飛騨山脈（北アルプス）立山連峰にある富山県富山市の標高2,090 mの山。連峰の主稜線からやや離れた位置にそびえる。日本三百名山及び富山の百山の一つ。

## 概要
立山の西方にあり、山頂からは立山のほか、剱岳・奥大日岳・薬師岳などの連峰主稜線の山々が眺望できる。立山カルデラも一望のもとに俯瞰できる。
白山の神と立山の神が、鍬を使って山の高さを競いあった際、こぼしたのが鍬崎山であるという昔話がある。地元では、昔から、この山の雲を見ると天気が分かると言われている。
鍬崎山に埋蔵金伝説が伝えられている。天正13年、佐々成政は豊臣秀吉軍の攻撃を受ける直前、黄金100万両を埋めたとされる。麓の集落には「朝日さす夕日輝く鍬崎に 七つむすび七むすび 黄金いっぱい光り輝く」という里歌が伝わっている。

## 登山ルート
- 立山山麓スキー場 - ゴンドラ山頂駅 - 瀬戸蔵山 - 大品山 - 鍬崎山
- あわすのスキー場 - 竜神の滝 - 瀬戸蔵山 - 大品山 - 鍬崎山
- あわすのスキー場 - 貯水池 - 大品山 - 鍬崎山

## 周辺の山小屋
スキー場周辺にはロッジやペンション・民宿などがあり、通年で営業するものも多い。

## 周辺の山
- 大品山
- 瀬戸蔵山

## 関連画像

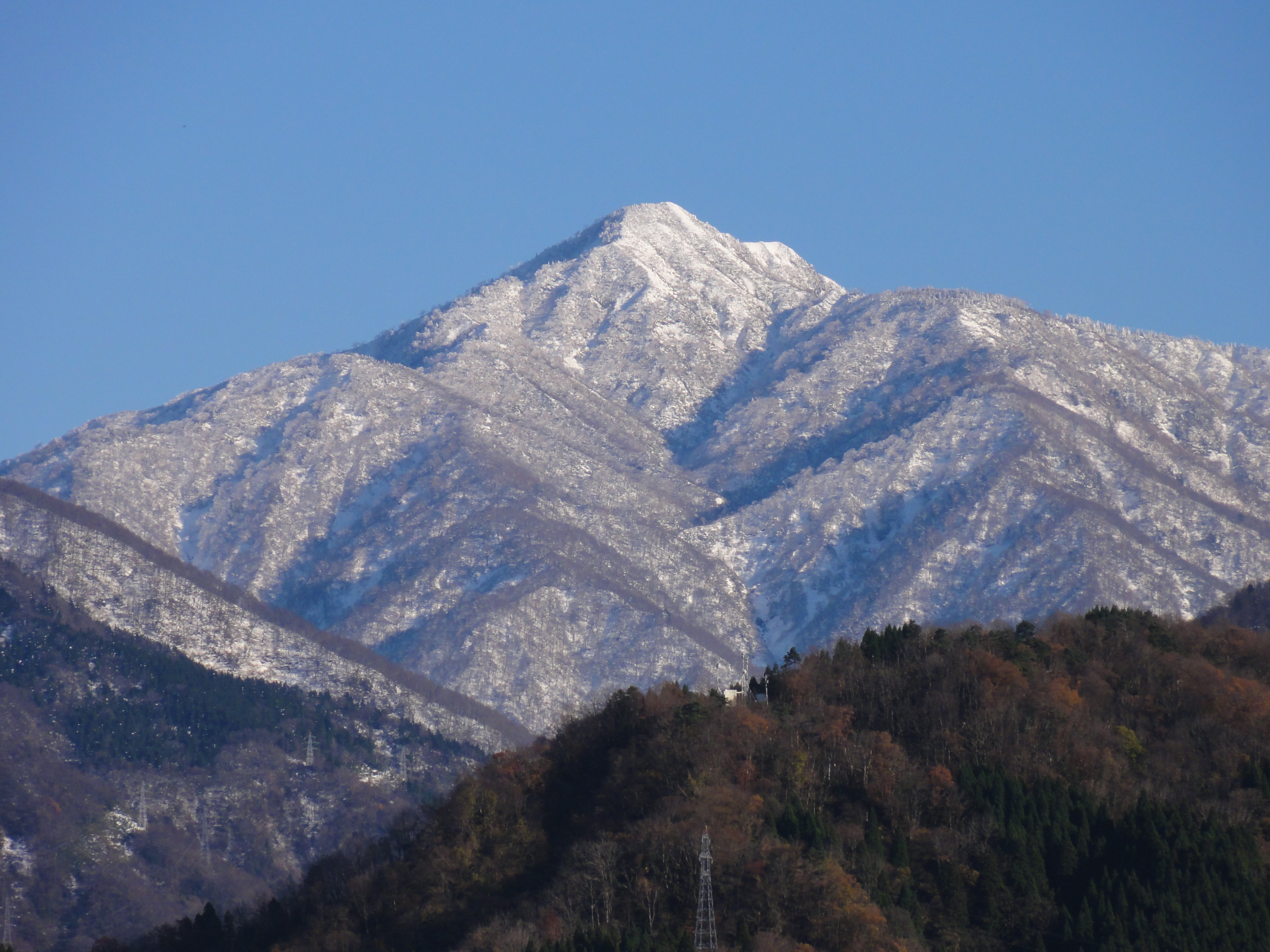
積雪期の鍬崎山
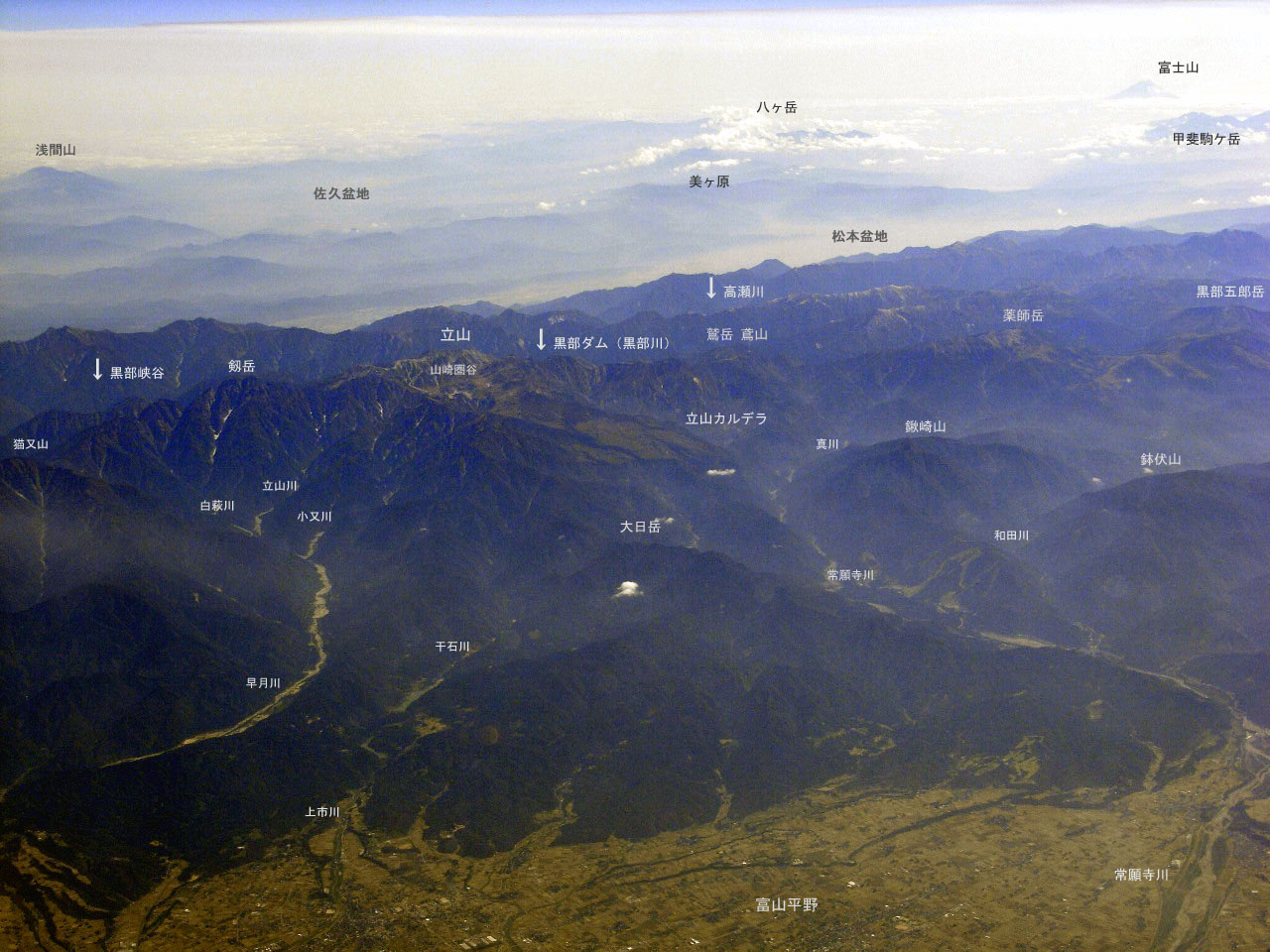
立山連峰と鍬崎山（仮置き）
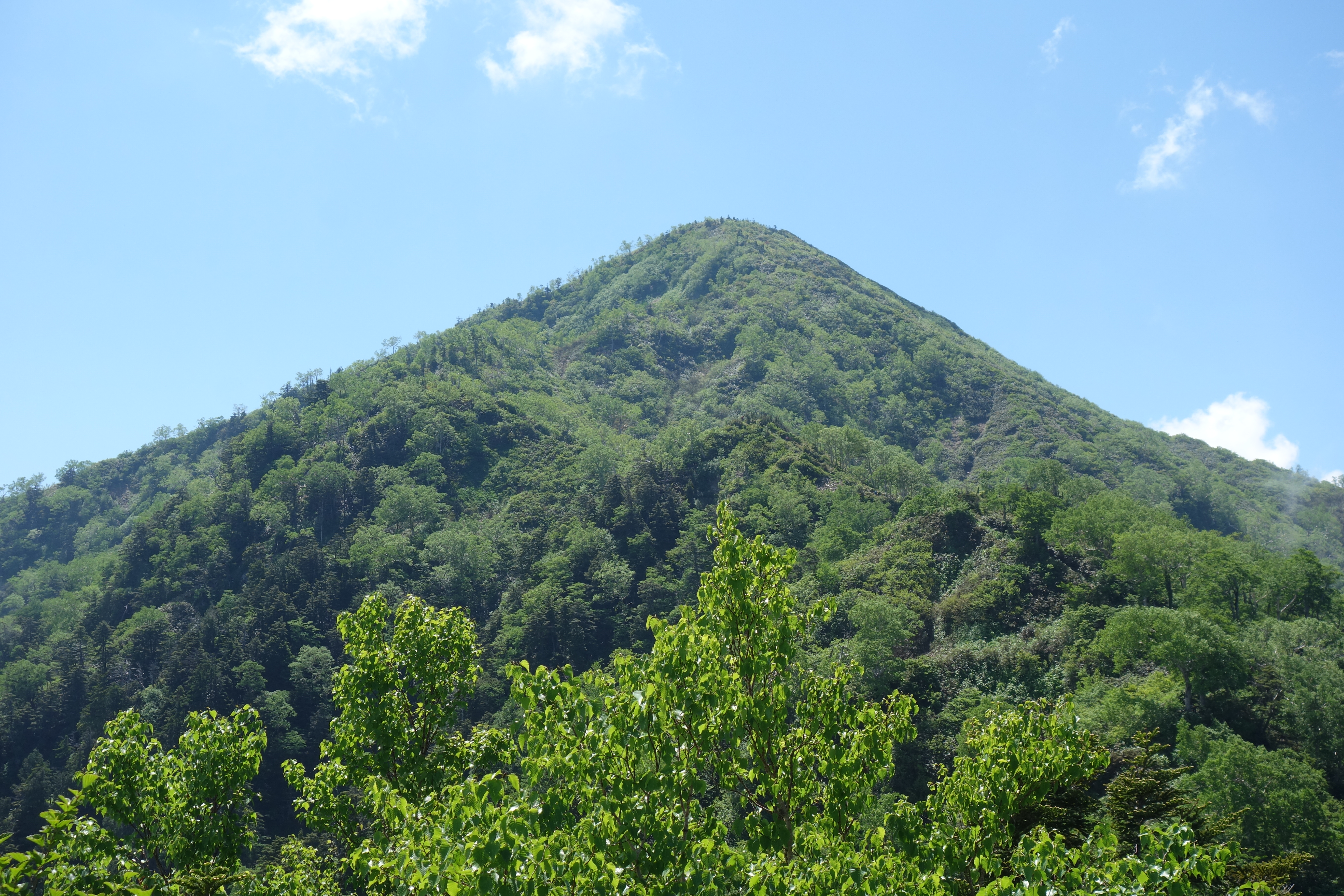
鍬崎山山頂部を登山道から眺める
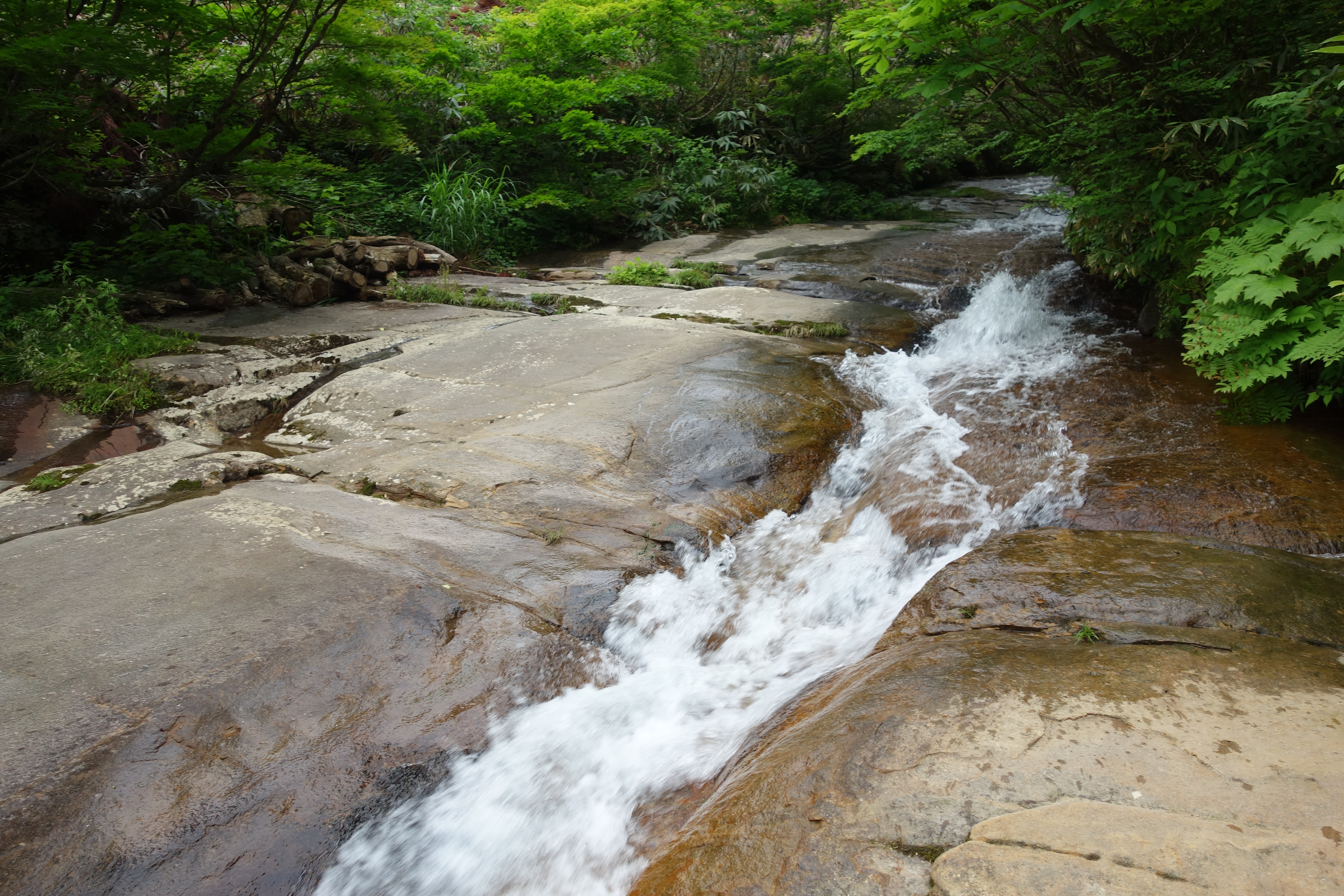
百間滑
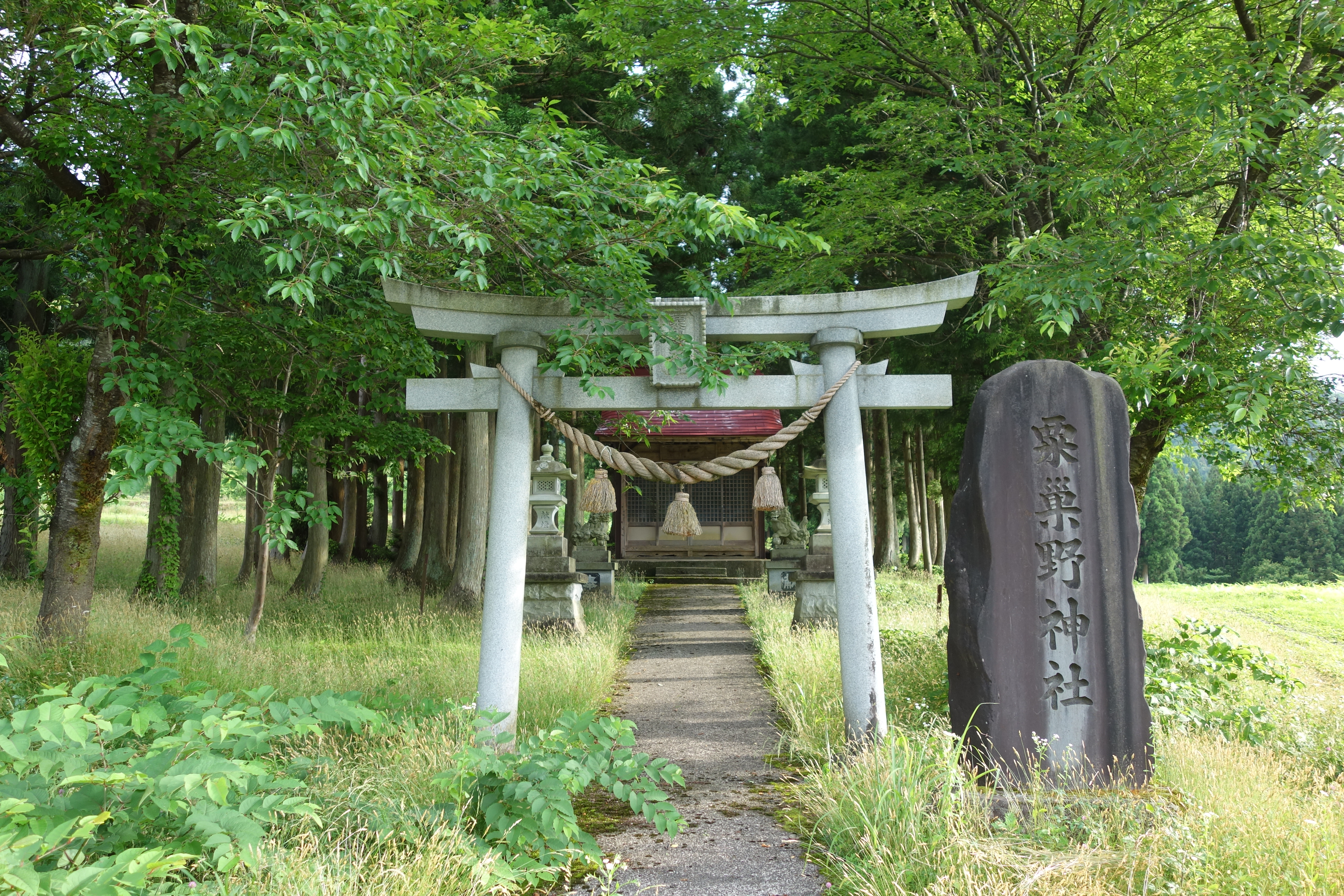
山麓の粟巢野神社
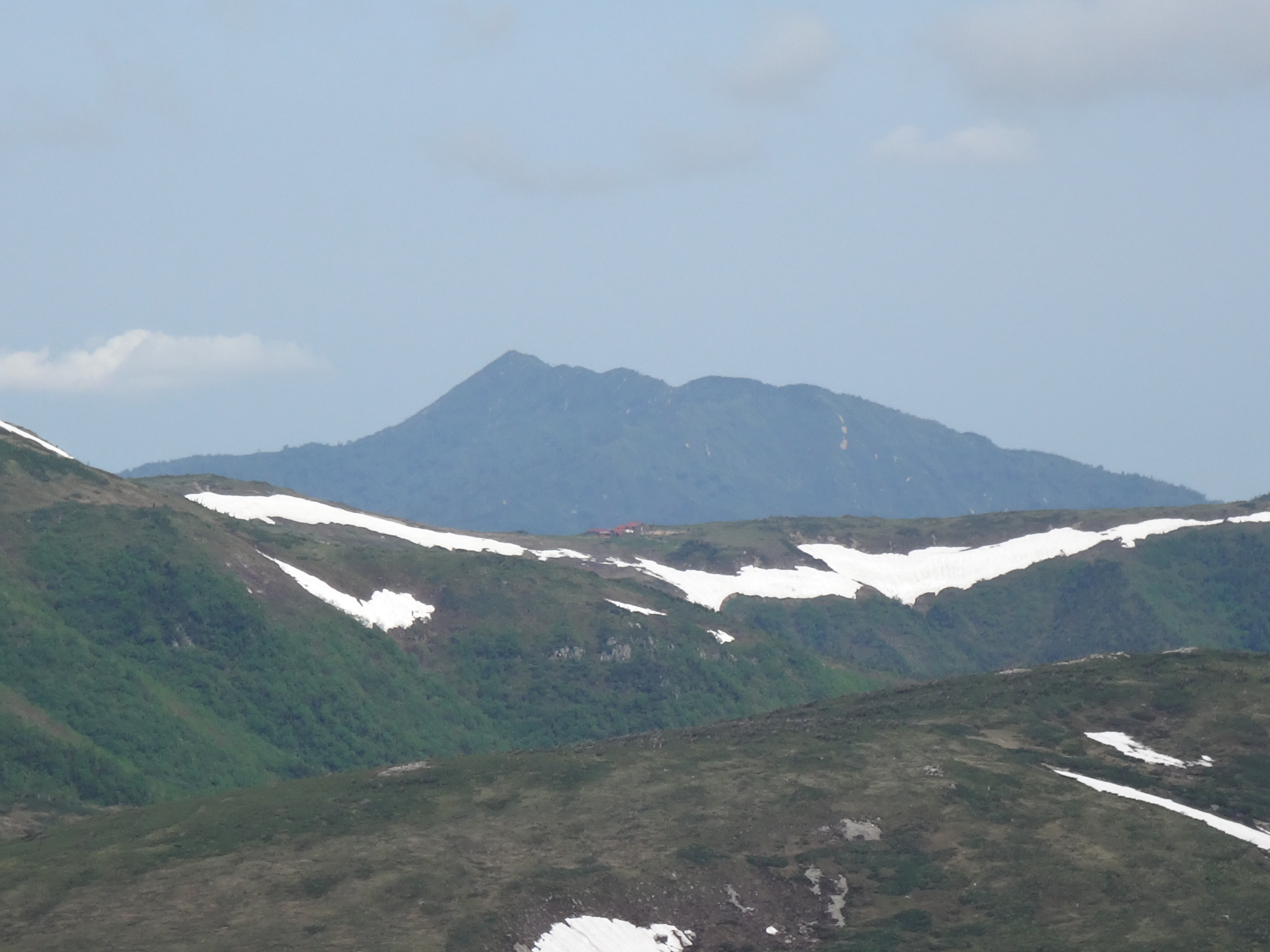
黒部五郎岳からの鍬崎山

## 関連図書
- 日本山岳会編著『改訂 新日本山岳誌』 ナカニシヤ出版、2016年。ISBN 4-7795-0000-1。
- 佐伯郁夫、佐伯克美、佐伯岩雄『改訂版　富山県の山』 山と渓谷社、2010年。ISBN 978-4-635-02367-2。
- 毎日新聞社編『日本三百名山』 毎日新聞社、1997年。
- 花ヶ前盛明 編『佐々成政のすべて』新人物往来社、2002年。ISBN 4-404-02954-3。